# Florida, Valle del Cauca
Florida là một khu tự quản thuộc tỉnh Valle del Cauca, Colombia. Thủ phủ của khu tự quản Florida đóng tại Florida Khu tự quản Florida có diện tích 415 ki lô mét vuông. Đến thời điểm ngày 28 tháng 5 năm 2005, khu tự quản Florida có dân số 48505 người.